# Cosmia badiofasciata
Cosmia badiofasciata är en fjärilsart som beskrevs av Teich 1883. Cosmia badiofasciata ingår i släktet Cosmia och familjen nattflyn. Inga underarter finns listade i Catalogue of Life.